# Трофей столетия Футбольной лиги
Трофей столетия Футбольной лиги (англ. Football League Centenary Trophy; официальное спонсорское название — Mercantile Credit Centenary Trophy) — английский футбольный турнир, который прошёл в сезоне 1988/89 в рамках празднования 100-летнего юбилея с момента образования Футбольной лиги. Турнир проводился по схеме «плей-офф» с выбыванием проигравших команд. В нём приняло участие восемь клубов из Первого дивизиона Футбольной лиги. В финале сыграли «Арсенал» и «Манчестер Юнайтед». Матч прошёл в «колыбели» Футбольной лиги, на стадионе «Вилла Парк», 9 октября 1988 года. Победу в нём со счётом 2:1 одержал «Арсенал». Несмотря на то, что на турнир были приглашены ведущие клубы Англии, матчи Трофея столетия не собирали полные стадионы; больше 25 тысяч зрителей собрала только одна игра турнира — полуфинал между «Арсеналом» и «Ливерпулем».

## Предыстория
Футбольная лига Англии отмечала столетие с момента своего образования в сезонах 1987/88 и 1988/89 рядом мероприятий. В их числе была «выставочная игра» между сборной Футбольной лиги и сборной мира 8 августа 1987 года. Главным тренером сборной Футбольной лиги был Бобби Робсон, а её капитаном — Брайан Робсон; главным тренером сборной мира был Терри Венейблс, а её капитаном — Диего Марадона. Победу в игре со счётом 3:0 одержала сборная Футбольной лиги благодаря «дублю» Брайана Робсона и голу Нормана Уайтсайда.
В апреле 1988 года состоялся Турнир столетия. Победу в нём одержал «Ноттингем Форест», обыгравший в финале в серии пенальти «Шеффилд Уэнсдей».
Финальным мероприятием празднования стал Трофей столетия, который прошёл в начале сезона 1988/89. В данный турнир были приглашены клубы, занявшие с первого по восьмое место в высшем дивизионе Футбольной лиги предыдущего сезона, а именно:
| Поз. | Команда              | И  | В  | Н  | П  | МЗ | МП | РМ  | О  |
| ---- | -------------------- | -- | -- | -- | -- | -- | -- | --- | -- |
| 1    | Ливерпуль            | 40 | 26 | 12 | 2  | 87 | 24 | +63 | 90 |
| 2    | Манчестер Юнайтед    | 40 | 23 | 12 | 5  | 71 | 38 | +33 | 81 |
| 3    | Ноттингем Форест     | 40 | 20 | 13 | 7  | 67 | 39 | +28 | 73 |
| 4    | Эвертон              | 40 | 19 | 13 | 8  | 53 | 27 | +26 | 70 |
| 5    | Куинз Парк Рейнджерс | 40 | 19 | 10 | 11 | 48 | 38 | +10 | 67 |
| 6    | Арсенал              | 40 | 18 | 12 | 10 | 58 | 39 | +19 | 66 |
| 7    | Уимблдон             | 40 | 14 | 15 | 11 | 58 | 47 | +11 | 57 |
| 8    | Ньюкасл Юнайтед      | 40 | 14 | 14 | 12 | 55 | 53 | +2  | 56 |

## Матчи

### Четвертьфиналы
Четвертьфинальные матчи Трофея столетия прошли в течение трёх дней в конце августа 1988 года. Самую крупную победу в раунде одержал «Ливерпуль», разгромивший «Ноттингем Форест» со счётом 4:1. В составе «Ливерпуля» не сыграл Джон Олдридж, однако на поле вышел Иан Раш, который, по словам играющего тренера Кенни Далглиша «нуждался в игровом времени для быстрого выхода на пик своей физической формы». Все свои голы «Ливерпуль» забил во втором тайме. «Манчестер Юнайтед» обеспечил себе место в полуфинале, с минимальным счётом обыграв «Эвертон» благодаря голу Гордона Стракана. Это был первый гол Стракана за клуб. Главный тренер «Манчестер Юнайтед» Алекс Фергюсон так прокомментировал это событие: «Вы ждёте, что первый гол в сезоне забьёт кто-то вроде Макклера или Хьюза, а тут мяч залетает в ворота от головы Гордона Стракана!». «Ньюкасл Юнайтед» смог обыграть «Уимблдон» только в дополнительное время благодаря голу Майкла О’Нила на 109-й минуте. «Арсенал» обыграл «Куинз Парк Рейнджерс» со счётом 2:0.
| Ливерпуль                                                | 4:1     | Ноттингем Форест |
| -------------------------------------------------------- | ------- | ---------------- |
| Винисон 50′ · Мёльбю 70′ (пен.) · Хаутон 75′ · Барнс 84′ | (отчёт) | Уэбб 90′         |

| Манчестер Юнайтед | 1:0   | Эвертон |
| ----------------- | ----- | ------- |
| Стракан 66′       | [ 5 ] |         |

| Ньюкасл Юнайтед | 1:0 (доп. вр.) | Уимблдон |
| --------------- | -------------- | -------- |
| О’Нил 109′      | [ 6 ]          |          |

| Куинз Парк Рейнджерс | 0:2   | Арсенал               |
| -------------------- | ----- | --------------------- |
|                      | [ 7 ] | Адамс 3′ · Марвуд 76′ |

### Полуфиналы
Полуфиналы прошли 20 и 21 сентября. «Арсенал» принял «Ливерпуль» на своём домашнем стадионе «Хайбери». Перед матчем у «Ливерпуля» было травмировано восемь игроков, включая вратаря Брюса Гроббелара, защитника Алана Хансена и вингера Джона Барнса, из-за чего мерсисайдский клуб выставил «неоптимальный» состав, в концовке игре на поле даже вышел главный тренер Кенни Далглиш. «Канониры» открыли счёт на 33-й минуте благодаря усилиям Перри Гроувза. На 80-й минуте Стив Стонтон из «Ливерпуля» сравнял счёт, однако уже через две минуты точный удар Брайана Марвуда вывел «Арсенал» в финал.
Во втором полуфинале встретились «Манчестер Юнайтед» и «Ньюкасл Юнайтед»; матч прошёл на стадионе «Олд Траффорд». На матч пришло только 15 000 зрителей — «один из самых низких показателей посещаемости на «Олд Траффорд» с участием первой команды за много лет»» — которые увидели «блеклую в атаке, но крепкую в обороне» игру от обеих команд. Основное время завершилось вничью 0:0; в дополнительное время гол за «Манчестер Юнайтед» забил Стив Брюс, а затем и Брайан Макклер.
| Арсенал                 | 2:1     | Ливерпуль   |
| ----------------------- | ------- | ----------- |
| Гроувз 33′ · Марвуд 82′ | (отчёт) | Стонтон 80′ |

| Манчестер Юнайтед       | 2:0 (доп. вр.) | Ньюкасл Юнайтед |
| ----------------------- | -------------- | --------------- |
| Брюс 91′ · Макклер 101′ | [ 9 ]          |                 |

### Финал
Финал турнира прошёл 9 октября 1988 года на «Вилла Парк» в Бирмингеме (на домашнем стадионе клуба «Астон Вилла»), который считается неофициальной «колыбелью» или «родиной» Футбольной лиги. Перед игрой капитан «Юнайтед» Брайан Робсон заявил журналистам, что игроки его команды «не испытывают давления» по поводу необходимости победы в турнире, однако отметил, что стимулом победить может являться призовой фонд в размере 50 000 фунтов стерлингов. В первом тайме, в течение которого моросил мелкий дождь, игроки «Арсенала» забили два мяча, обеспечив себе комфортное преимущество перед перерывом. Первый гол забил Пол Дэвис на 36-й минуте, а четыре минуты спустя он же отдал голевую передачу на Майкла Томаса, удвоившего преимущество «канониров». Во втором тайме, когда дождь прекратился и «Юнайтед» выпустил на поле Гордона Стракана, обе команды начали играть «в безумном темпе». «Юнайтед» завершил второй тайм «мощно»; на 84-й минуте один гол отыграл Клейтон Блэкмор. Стракан мог сравнять счёт в концовке, однако защитник «Арсенала» Ли Диксон вынес мяч с линии ворот. «Арсенал» одержал победу со счётом 2:1.
Журналист Иан Ридли похвалил обоюдоострый характер финального матча и заявил, что игра продемонстрировала лучшие качества английского футбола, заметив в статье в газете The Guardian: «[это] отличная иллюстрация серьёзного развития современного футбола; скорость, которую требуют английские болельщики и которая будоражит зрителей из-за рубежа». Стив Карри из Daily Express заметил: «Празднование столетия лиги в целом прошло хаотично, но, по крайней мере, этот зажигательный финал должен оставить стоящие воспоминания».
| Арсенал               | 2:1    | Манчестер Юнайтед |
| --------------------- | ------ | ----------------- |
| Дэвис 36′ · Томас 40′ | [ 12 ] | Блэкмор 84′       |

## Бомбардиры
| Место | Имя             | Команда           | Голы |
| ----- | --------------- | ----------------- | ---- |
| 1     | Брайан Марвуд   | Арсенал           | 2    |
| 2     | Тони Адамс      | Арсенал           | 1    |
| 2     | Джон Барнс      | Ливерпуль         | 1    |
| 2     | Клейтон Блэкмор | Манчестер Юнайтед | 1    |
| 2     | Стив Брюс       | Манчестер Юнайтед | 1    |
| 2     | Барри Винисон   | Ливерпуль         | 1    |
| 2     | Перри Гроувз    | Арсенал           | 1    |
| 2     | Пол Дэвис       | Арсенал           | 1    |
| 2     | Брайан Макклер  | Манчестер Юнайтед | 1    |
| 2     | Ян Мёльбю       | Ливерпуль         | 1    |
| 2     | Майкл О’Нил     | Ньюкасл Юнайтед   | 1    |
| 2     | Гордон Стракан  | Манчестер Юнайтед | 1    |
| 2     | Майкл Томас     | Арсенал           | 1    |
| 2     | Нил Уэбб        | Ноттингем Форест  | 1    |
| 2     | Рэй Хаутон      | Ливерпуль         | 1    |